# Cladopelma krusemani
Cladopelma krusemani är en tvåvingeart som först beskrevs av Maurice Emile Marie Goetghebuer 1935.  Cladopelma krusemani ingår i släktet Cladopelma och familjen fjädermyggor. Arten är reproducerande i Sverige. Inga underarter finns listade i Catalogue of Life.